# Aprionus pratinicolus
Aprionus pratinicolus är en tvåvingeart som beskrevs av Jaschhof och Meyer 1995. Aprionus pratinicolus ingår i släktet Aprionus och familjen gallmyggor.
Artens utbredningsområde är Tyskland. Inga underarter finns listade i Catalogue of Life.